# PokerStars Players Championship 2019

Das Atlantis Resort & Casino (2014)

Die PokerStars Players Championship 2019 war die erste Austragung dieses Pokerturniers. Es wurde vom 6. bis 10. Januar 2019 im Atlantis Resort & Casino auf Paradise Island ausgespielt und von PokerStars veranstaltet. Es war das bisher größte 25.000 US-Dollar teure Pokerturnier weltweit.

## Struktur
Das Turnier in der Variante No Limit Hold’em war das zweite Event auf dem Turnierplan des PokerStars Caribbean Adventures und hatte ein Buy-in von 25.000 US-Dollar, wovon 500 US-Dollar an den Veranstalter flossen. Das Event war ein reines Freeze-Out, Spieler konnten sich nach Ausscheiden also nicht erneut einkaufen. Der garantierte Preispool lag bei 9 Millionen US-Dollar, wobei 8 Millionen davon im regulären Preispool lagen und der Sieger eine zusätzliche Million erhielt. Über das Jahr 2018 hinweg konnte man bei den Live-Turnierserien von PokerStars sowie online einen sogenannten „Platinum Pass“ im Wert von 30.000 US-Dollar gewinnen, der zur Teilnahme am Turnier berechtigte und zudem Flug- und Hotelkosten deckte. Darüber hinaus spielten Prominente wie Norm MacDonald, Tony Hawk, Paul Pierce, Sergio García und Bruce Buffer das Turnier auf Einladung von PokerStars.
Insgesamt nahmen 1039 Spieler am Turnier teil. Damit war es mit einem Preispool von 26,5 Millionen US-Dollar das bisher größte 25.000 US-Dollar teure Pokerturnier weltweit und belegte zum Zeitpunkt der Austragung in der Rangliste der größten Pokerturniere überhaupt nach 14 Main Events der World Series of Poker und den ersten drei Austragungen des Big One for One Drop den 18. Platz.
Im März 2020 wurde das Turnier als „Event of the Year 2019“ mit einem Global Poker Award ausgezeichnet.

## Übertragung
Das Turnier wurde, ebenso wie andere Events des PokerStars Caribbean Adventures, auf mehreren Sprachen live auf den Plattformen Twitch und YouTube gestreamt. Der deutsche Stream wurde von Jens Knossalla und Martin Pott mit wechselnden Gästen wie Niklas Ehrenholz und Benjamin Rolle kommentiert.

## Ergebnisse

### Turnierverlauf
Alle Spieler starteten mit einem Stack von 60.000 Chips. Am ersten Turniertag meldeten sich 1014 Spieler an und übertrafen damit die bisherige Rekordmarke bei einem 25.000 US-Dollar teuren Turnier, die 2007 mit 639 Teilnehmern bei der World Poker Tour im Hotel Bellagio am Las Vegas Strip aufgestellt worden war, bereits deutlich. Am Ende des ersten Tages waren 745 Spieler übrig, wobei der britische Geschäftsmann Talal Shakerchi mit 425.300 Chips das Feld deutlich anführte. Zu Beginn des zweiten Turniertages endete die Anmeldephase. Für das Teilnehmerfeld von 1039 Spielern gab es 181 bezahlte Plätze. Der Preispool lag bei knapp 26,5 Millionen US-Dollar.
Der zweite Turniertag endete mit 207 verbliebenen Spielern. Chipleader war Farid Jattin mit 921.000 Chips. An Tag 3 wurden die Geldränge erreicht und 38 Spieler waren am Tagesende noch im Turnier. Als Chipleader in den vierten Tag ging Scott Baumstein mit einem Stack von über 4,2 Millionen Chips. Mit Kristen Foxen schied an Tag 4 die letzte Frau auf dem elften Platz aus, wofür sie knapp 330.000 Dollar erhielt. Der Tag endete mit acht verbliebenen Spielern.

### Deutschsprachige Teilnehmer
Bester deutschsprachiger Spieler war Michael Robionek aus Gelsenkirchen. Er hatte über ein Freeroll des kanadischen Pokerspielers Daniel Negreanu einen „Platinum Pass“ erhalten. Folgende deutschsprachige Teilnehmer konnten sich im Geld platzieren:
| Platz | Herkunft    | Spieler              | Preisgeld (in $) |
| ----- | ----------- | -------------------- | ---------------- |
| 021   | Deutschland | Michael Robionek     | 150.600          |
| 027   | Deutschland | Marvin Rettenmaier   | 126.000          |
| 040   | Deutschland | Felix Schneiders     | 069.100          |
| 057   | Deutschland | Christoph Vogelsang  | 056.800          |
| 059   | Deutschland | Marius Gierse        | 056.800          |
| 113   | Deutschland | Kilian Kramer        | 039.500          |
| 129   | Deutschland | Erik Von Buxhoeveden | 035.000          |
| 150   | Osterreich  | Mario Höfler         | 035.000          |
| 164   | Deutschland | Robert Heidorn       | 025.450          |
| 165   | Osterreich  | Markus Dürnegger     | 025.450          |

### Finaltisch

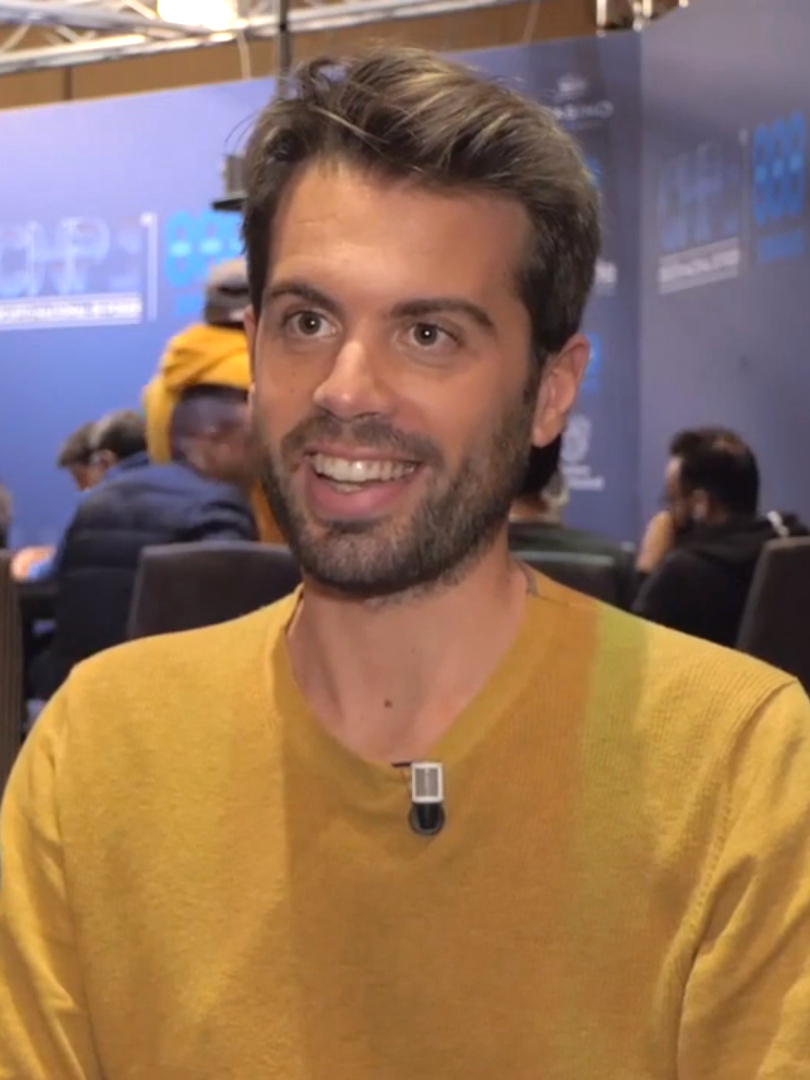
Ramón Colillas (2018)

Der inoffizielle Finaltisch wurde am vierten Turniertag erreicht. Der offizielle Finaltisch mit acht Spielern wurde am 10. Januar 2019 ausgespielt. Mit Marc Rivera und Ramón Colillas erreichten zwei Gewinner eines „Platinum Pass“ den Finaltisch. Als Chipleader in den finalen Tag ging Scott Baumstein.
In der siebten Hand musste mit Talal Shakerchi schon der erste Spieler den Tisch verlassen, dessen A♥ A♣ dem Flush von Martinins A♠ Q♠ unterlegen war. Rund 30 Minuten später nahm Martini einen weiteren Spieler vom Tisch, als sein A♥ K♣ Farid Jattins A♠ J♠ dominiert hatte und Martinis Hand hielt. Anschließend schied der Kanadier Marc Perrault aus, der mit wenig verbliebenen Chips 6♣ 3♦ All-in gestellt hatte und von Colillas K♥ K♣ geschlagen wurde. Auch für die nächste Eliminierung war Colillas verantwortlich, nachdem seine 5♠ 5♥ gegen 10♦ 7♦ von Jason Koonce gehalten hatten. Danach räumte Baumstein seinen Posten, der mit A♥ 9♦ gegen Martinis K♦ Q♣ seine letzten Chips verloren hatte. Letzterer hatte nun einen deutlichen Chiplead gegenüber den beiden Qualifikanten Rivera und Colillas und nahm, nachdem zuvor bereits Colillas seinen Chipstack gegen Rivera verdoppelt hatte, den Philippino mit A♦ K♥ aus dem Turnier. Im Heads-Up gewann Colillas ein All-in mit Q♣ 5♠ gegen Martinis 9♥ 6♥, als er seine Hand durch Turn und River gegen den gefloppten Flush des Franzosen noch zu einem Full House verbessern konnte und ging bei den Chipstacks in Führung. In der finalen Hand hielt sein A♦ 5♠ gegen Martinis J♣ 9♣ und der Spanier sicherte sich eine Siegprämie von 5,1 Millionen US-Dollar.
| Platz | Herkunft               | Spieler         | Preisgeld (in $) |
| ----- | ---------------------- | --------------- | ---------------- |
| 1     | Spanien                | Ramón Colillas  | 5.100.000        |
| 2     | Frankreich             | Julien Martini  | 2.974.000        |
| 3     | Philippinen            | Marc Rivera     | 2.168.000        |
| 4     | Vereinigte Staaten     | Scott Baumstein | 1.657.000        |
| 5     | Vereinigte Staaten     | Jason Koonce    | 1.304.000        |
| 6     | Kanada                 | Marc Perrault   | 1.012.000        |
| 7     | Kolumbien              | Farid Jattin    | 0.746.000        |
| 8     | Vereinigtes Konigreich | Talal Shakerchi | 0.509.000        |